# (500048) 2011 TC6
(500048) 2011 TC6 es un asteroide perteneciente al cinturón de asteroides, descubierto el 23 de septiembre de 2011 por el equipo del Catalina Sky Survey desde el Catalina Sky Survey, Arizona, Estados Unidos.

## Designación y nombre
Designado provisionalmente como 2011 TC6.

## Características orbitales
2011 TC6 está situado a una distancia media del Sol de 3,178 ua, pudiendo alejarse hasta 3,733 ua y acercarse hasta 2,622 ua. Su excentricidad es 0,174 y la inclinación orbital 27,79 grados. Emplea 2069,39 días en completar una órbita alrededor del Sol.
Los próximos acercamientos a la órbita de Júpiter se producirán el 30 de diciembre de 2099 y el 9 de marzo de 2111.

## Características físicas
La magnitud absoluta de 2011 TC6 es 15,6.